# Coulongé

Coulongé este o comună în departamentul Sarthe, Franța. În 2009 avea o populație de 580 de locuitori.